# Объединённая гражданская партия
Объединённая гражданская партия (ОГП) (бел. Аб'яднаная грамадзянская партыя) — белорусская политическая партия либерально-консервативной ориентации. Является одной из крупнейших партий в стране.
Создана в 1995 году объединением двух партий — Объединенной демократической (ОДПБ, создана в 1990 году) и Гражданской (создана в 1994 году). 19 августа 1996 года утверждён флаг партии: белое полотно, в центре которого в красном овале изображен красный конь.
Позиция партии — правая, либерально-консервативная, основными ценностями в своей повестке партия декларирует свободу (в том числе свободу слова), личную собственность, права человека. Выступает за скорейшее освобождение арестованных по политическим мотивам. ОГП сотрудничала с близкой ей по программе российской партией «Союз правых сил».
В Верховном Совете Беларуси XIII созыва партия имела фракцию в количестве 22 депутата.
В начале (1-2) октября 2006 года на состоявшемся Конгрессе демократических сил Беларуси лидер партии Анатолий Лебедько проиграл выборы единого кандидата от оппозиции в президенты, уступив Александру Милинкевичу всего восемь голосов.
31 мая 2010 года кандидатом в Президенты Республики Беларусь от Объединённой гражданской партии был выдвинут Ярослав Романчук.
Партия сняла своих кандидатов с Парламентских выборов 2012 года, протестуя против масштабных фальсификаций и ограничения свободы слова.
На парламентских выборах 2016 года — член ОГП Анна Канопацкая выиграла депутатский мандат по 97 Минскому округу, став одной из представителей оппозиционных сил в парламенте.
С 24 сентября 2018 года Объединённую гражданскую партию возглавляет Николай Георгиевич Козлов.

## Деятельность
На парламентских выборах 2000 года два члена ОГП прошли в Палату представителей, но тут же своё членство в партии приостановили. После парламентских выборов 2004 года ОГП приняло участие в протестах против их результатов, объявив их сфальсифицированными. В ходе этих протестов был избит лидер партии Анатолий Лебедько. Также ОГП проводило митинги памяти пропавших политиков. Один из них был проведён 16 сентября 2015 года, в преддверии президентских выборов.
14-й съезд партии прошёл 31 марта 2012 года.
В 2013 году ОГП и Республиканская партия России — Партия народной свободы договорились о сотрудничестве.
Объединённая гражданская партия (ОГП) и Республиканская партия России — Партия народной свободы (РПР-ПАРНАС) признают себя дружественными партиями и заявляют о намерениях тесно сотрудничать по ряду направлений. Документ подписали лидеры обеих партий Анатолий Лебедько и Борис Немцов.
20 мая 2020 года была официально зарегистрирована инициативная группа по выдвижению лидера партии Николая Козлова кандидатом в президенты. Кроме того, ещё один член партии ОГП, пенсионер Владимир Непомнящих зарегистрировал инициативную группу по собственному выдвижению.
Политсовет ОГП в июне 2020 года обвинил Александра Лукашенко в уголовных преступлениях и злоупотреблении властью. Партийцы потребовали «вынести гражданину Лукашенко официальное предостережение о недопустимости совершения действий, угрожающих национальной безопасности страны, в том числе призывов к нарушению законов, к незаконному применению оружия против гражданских лиц, что может вызвать массовые беспорядки, заявления о намерении незаконно присвоить полномочия в случае избрания другого кандидата, отказа от передачи власти в соответствии с Законом».

## Структура
Высшим органом партии является Съезд, созываемый не реже 1 раза в 2 года. Съезд избирает Председателя партии и его заместителей, Национальный комитет, Центральную контрольно-ревизионную комиссию. В период между Съездами высшими органами партии являются Национальный комитет и Политсовет. В Политсовет входят Председатель ОГП, его заместители, Председатель Исполкома ОГП, руководители молодёжной и региональных организаций партии — областных и Минской городской.
На XIV Съезде ОГП Председателем ОГП был переизбран Анатолий Лебедько, заместителями председателя — Антонина Ковалева, Лев Марголин, Людмила Петина и Василий Поляков.
В Объединённой Гражданской Партии кроме основного направления есть отдельные, специфические организации: Женская организация, Организация предпринимателей, молодёжная организация — «Молодые демократы».
В 1995—2000 годах Молодёжной структурой ОГП была организация «Гражданский форум», которая отделилась от ОГП в 2000 году в ходе парламентских выборов, когда ОГП поддержала большинство оппозиционных партий в кампании Бойкот-2000, а «Гражданский форум» принял участие в выборах и фактически стал самостоятельной организацией. На данных выборах лидер организации Владимир Новосяд избран в депутаты Палаты представителей.
В 2000—2002 годах молодёжная организация ОГП носила название «Молодёжь ОГП», но была лишь формально действующей структурой, состоящей из членов ОГП молодого возраста.
В 2002—2009 годах молодёжной структурой ОГП была организация МХСС Молодые Демократы, которая в феврале 2009 года в результате параллельного проведения двух съездов распалась на две организации — Молодёжный христианско-социальный союз — «Молодые демократы» (отделилась от ОГП в пользу сотрудничества с движением За свободу Александра Милинкевича) и Молодые демократы (стала молодёжной организацией партии).

## История
В новейшей истории Беларуси «Объединенная гражданская партия» (ОГП), созданная 1 октября 1995 года на объединительном съезде двух партий — «Объединенной демократической партии Беларуси», «Гражданской партии» и части Партии народного согласия, является одной из старейших политических партий в стран. Её история берет своё начало в ноябре 1990 года, когда состоялся учредительный съезд «Объединенной демократической партии Белоруссии». Создание ОДПБ положило начало многопартийной системе в посткоммунистической истории Беларуси и стало важным событием общественной и политической жизни страны.

### Создание ОДПБ
Образование и регистрация ОДПБ раньше других политический партий в качестве субъекта политической жизни было скорее закономерным, а не случайным явлением. Правительство Беларуси в лице Министерства юстиции не стремилось регистрировать крупнейшую на тот момент политическую оппозиционную организацию — «Белорусский народный фронт (БНФ)», созданный в 1988 году в качестве общественного движения. С другой стороны, БНФ также не стремился выполнять требования Минюста к программе и Уставу. Регистрация ОДПБ состоялась 19 марта 1991 года.
Идея создания партии демократического направления, которая действовала по всей стране, приобрела реальные очертания в марте 1990 года после успешного проведения I Республиканской конференции сторонников Демократической платформы в КПСС. Конференция показала, что на базе сторонников Демплатформы можно в короткие сроки создать общереспубликанскую организацию. В том, что это придётся делать, у тогдашних лидеров реформаторского крыла в КПСС-КПБ не было никаких сомнений. Большинству из них — Анатолию Животнюку., Владимиру Романовскому, Станиславу Гусаку — было ясно, что КПСС нереформируема. Однако, в связи с тем, что летом 1990 года XXVIII съезд КПСС должен был расставить все точки над «i», было решено отсрочить выход из партии и не форсировать создание новой политической организации.
В августе-сентябре 1990 года по инициативе Демплатформы, к тому времени уже вне КПСС-КПБ, были проведены консультации с представителями Демократической партии и рядом других партий. Наиболее значительными из них являлись Демократическая партия, которую возглавлял антикоммунист с большим стажем Владимир Афанасьев, и Либерально-демократическая партия.  Эти партии и Демплатформа рассматривали себя в качестве самостоятельных субъектов политической жизни, близких к БНФ, но не входящих в него, для которых независимость государства не являлась самоцелью, а была инструментальной задачей по отношению к правам человека, демократии и свободе. В сентябре Демплатформе удалось выпустить первый, шестнадцатиполосный, а затем и второй номер газеты «Господин народ» (главный редактор А. Иванов).
13 октября 1990 года в здании Союза архитекторов прошла Объединённая конференция политических партий г. Минска и Минской области. На ней, после бурных дебатов, была принята согласованная Декларация целей и принципов. Она содержала положения, которыми необходимо было руководствоваться при разработке Программы и Устава будущей партии. На конференции был утверждён оргкомитет по подготовке и проведению Учредительного съезда. Он состоял из представителей различных политических партий. В двух комиссиях, образованных при оргкомитете, шла оживлённая работа над Программой, резолюциями и Уставом партии. Активное участие в разработке этих документов принимали: В. А. Акулов, В. А. Афанасьев, П. И. Голосов, П. В. Данейко, В. И. Жураковский, Б. И. Звозсков, В. И. Карбалевич, В. И. Костусев, А. В. Лиопо, М. К. Плиско, Э. Г. Райко, Н. М. Самсонов, и многие другие. Подготовительная работа проходила в основном в здании Минского городского Совета, поскольку несколько будущих членов новой партии — А. В. Тельковский, М. К. Плиско, А. П. Лапунин и В. А. Комаров — являлись депутатами Мингорсовета.
Ещё в мае 1990 года на заседании группы активистов Демплатформы, которое проходило на квартире А. Т. Животнюка, было решено, что новая партия должна являться партией либерального, а не социал-демократического направления. Эта позиция совпала с позицией других политических партий, которые вступили на объединительную стезю. Поэтому проект Программы, который был подготовлен одной из комиссий, вместе с изменениями и дополнениями, внесёнными в него на Учредительном съезде, фактически представлял собой документ характерный для партии либерального направления, хотя открыто это ни в Программе, ни в Уставе не декларировалось.
Учредительный съезд ОДПБ прошёл в г. Минске во Дворце шахмат и шашек 3-4 ноября 1990 г. В его работе приняло участие 127 делегатов, представлявшие 1410 человек, а также народные депутаты СССР и БССР, многочисленные гости, представители средств массовой информации. Всего на съезде присутствовало около 200 человек. Два рабочих дня съезда проходили в обстановке бурных дебатов, особенно по проекту Устава, который многим казался слишком либеральным, однако после значительной доработки в редакционной комиссии, он был принят большинством голосов. Значительная часть Гродненской делегации, настаивавшая на фиксации в Уставе положения о ведении делопроизводства в партии исключительно на белорусском языке и не получившая по этому вопросу поддержки, покинула съезд.
По существовавшим тогда нормативным требованиям для создания партии необходимо было не менее 100 человек. Этот барьер на Учредительном съезде ОДПБ удалось преодолеть: о своём желании вступить в создаваемую партию заявили 104 делегата съезда, которым в тот же день были выданы партийные билеты. Среди вступивших в партию было два депутата Верховного Совета БССР А. Ф. Спиглазов и В. И. Зеленин, а также народный депутат СССР — А. О. Добровольский.
Стремясь подчеркнуть друг перед другом свою равноправность, делегаты съезда решили не избирать председателя партии. Сопредседателями стали шесть человек: А. Т. Животнюк и С. Г. Гусак — от Демплатформы, В. А. Афанасьев — от Демократической партии (г. Минск), Э. Г. Райко — от Радикально-демократической партии, Н. П. Турчанов — от Либерально-демократической партии и Г. И. Самойленко — от Демократической партии (г. Брест). Институт сопредседателей сохранился до II съезда ОДПБ. На нём председателем партии был избран депутат Верховного Совета СССР Александр Добровольский, который занимал эту должность до Объединительного съезда двух партий в октябре 1995 года. Руководящим органом партии между съездами являлся Совет, с 1993 г. — Центральный Совет, исполнительным — Исполком, при котором работали в разное время от 5 до 10 комиссий.
Создание ОДПБ оживлённо обсуждалось в СМИ. Созданию новой партии посвятили свои статьи газеты «Беларускі час», «Советская Белоруссия», «Знамя юности» и другие. Учредительный съезд ОДПБ не обошла своим вниманием даже газета «Правда», которая 5 ноября поместила по этому поводу краткую информацию.

### Деятельность ОДПБ в 1991—1994 годы
Весной 1991 года в ОДПБ вступила группа членов оргкомитета по созданию Социал-демократической партии (лидеры — А. К. Аверьянов и А. М. Сдвижков), не нашедших общего языка с социал-демократами М. А. Ткачёва и О. А. Трусова. После I съезда ОДПБ, в короткие сроки были созданы Гомельская, Могилёвская, Витебская, Брестская, и, несколько позднее, Минская и Гродненская областные партийные организации, а также Минская городская, имевшая статус областной. Одновременно с этим происходил процесс создания районных и городских организаций партии. К концу 1991 года в ОДПБ имелось около 50 структурных единиц в различных регионах страны, а ко времени проведения Объединительного съезда в октябре 1995 года их насчитывалось уже более ста. Кроме этого, члены ОДПБ — депутаты Минского и Гомельского городских Советов народных депутатов смогли сформировать свои партийные фракции в составе этих Советов. Некоторым партийным организациям — Гомельской, Брестской, Минской городской и Исполкому партии — удалось наладить выпуск информационных бюллетеней. Огромную роль для организационного развития партийной организации в г. Минске в 1991—1994 гг. сыграл дискуссионный политический клуб ОДПБ, ставший заметным явлением политической жизни столицы.
В конце 1992 года они организовали фракцию «За реализм» и выступили за придание русскому языку статуса государственного, а также за развитие более тесных политических отношений с Россией, но не получили большинства в партии.
С момента своего образования, ОДПБ активно включилась в политическую борьбу. Первой крупной акцией, в которой партия приняла участие, был массовый антикоммунистический митинг, состоявшийся в 73-ю годовщину Великого Октября на площади Независимости. В апреле 1991 года ОДПБ решительно поддержала массовые стихийные выступления рабочих и образование стачечных комитетов, а также, совместно с другими демократическими организациями, выступила с требованием проведения Круглого стола для решения вопросов реформирования экономики и политической власти в стране.
Не дрогнула партия и в тревожные дни Августовского путча. 19 августа 1991 года члены Минской городской организации приняли участие в небольшом митинге протеста против действий путчистов, который состоялся на площади Независимости. Вечером этого же дня руководство ОДПБ без колебаний подписало вместе с БНФ, БСДГ и Минским стачкомом Обращение, в котором содержался призыв к гражданам республики выступить на защиту демократии и независимости страны.
Важной вехой в развитии ОДПБ стал II съезд партии. Он состоялся в Минске 9-10 ноября 1991 года. Съезд принял Декларацию программных целей и принципов, в которой выражалась уверенность, что решить проблемы, стоящие перед Беларусью, можно только путём немедленного проведения либеральных реформ как в области экономики, так и политики. В резолюции «О политической ситуации и задачах партии» говорилось о необходимости скорейшей отставки Верховного Совета и проведения новых парламентских выборов. Решение съезда явилось основой для активного участия членов ОДПБ в работе инициативной группы по сбору подписей в поддержку требования о проведении референдума о досрочном роспуске Верховного Совета и проведения новых парламентских выборов на основе проекта закона предложенного депутатской фракцией БНФ.
Победа Бориса Ельцина летом 1991 года на президентских выборах в России и его небезуспешная борьба с прокоммунистическим Верховным Советом в плане продвижения экономических и политических реформ, сыграли немаловажную роль в том, что в январе 1992 года Совет ОДПБ выступил с инициативой введения института президентской власти и в Беларуси. Летом этого же года соответствующий законопроект, разработанный группой членов ОДПБ под руководством М. Ф. Чудакова, был передан в Верховный Совет. Следует отметить, что инициаторы института президентской власти считали возможным введение его только при наличии парламента, депутаты которого будут работать на профессиональной основе (сначала выборы парламента, затем — президента), и Конституционного суда. Последующее развитие событий показало, что удобный момент для введения поста президента был упущен. Президентские выборы в 1994 году привели к совершенно противоположному результату. Кроме упомянутого проекта закона «О президенте» ОДПБ передала в Верховный Совет большой пакет предложений по проекту Конституции, законопроект «О политических партиях», «О выборах депутатов Верховного Совета» и другие.
Выступая за проведение решительных рыночных преобразований, ОДПБ разработала свою собственную концепцию экономических реформ (автор П. В. Данейко, утверждена III съездом партии в декабре 1992 года). В 1992 году Совет ОДПБ предложил создать на территории Беларуси свободную банковскую и инвестиционную зону. С момента своего образования партия последовательно и решительно выступала в защиту свободы предпринимательской деятельности, интеллектуальной собственности, предлагала конкретные меры по развитию малого и среднего бизнеса.
Летом 1992 года, после расправы на телевидении над коллективом, готовившим популярные информационно-аналитические передачи «Ника», «Наш комментарий», — исполком ОДПБ выступил в печати с открытым письмом, которое вызвало большой общественный резонанс. В письме, кроме критики в адрес Совета Министров и руководства Национальной телерадиокомпании, содержалось требование, адресованное Верховному Совету, о необходимости скорейшей разработки комплекса мер по созданию независимого (частного) радио и телевидения.
Большой успех среди делегатов и гостей третьей Всебелорусской политической конференции, состоявшейся летом 1993 года, имел доклад председателя ОДПБ Александра Добровольского «О конституционном строе Республики Беларусь». В нём в цельном виде излагалось видение партией государственного устройства страны. Активная политическая деятельность партии и её успехи в организационном строительстве свидетельствовали о том, что ОДПБ превратилась в одну из наиболее влиятельных и авторитетных оппозиционных сил в стране. Об успехе партии свидетельствовал и факт приглашения председателя ОДПБ Добровольского на встречу с президентом США Биллом Клинтоном, посетившим Беларусь с однодневным визитом в середине января 1994 года.
Осенью 1993 года по инициативе ОДПБ, и Белорусской крестьянской партии было создано Объединение демократических сил «Весна — 94». В своей деятельности оно стремилось оказать поддержку усилиям тогдашнего Председателя Верховного Совета Станислава Шушкевича, направленным на реформирование экономики и политического строя, укрепления независимости и не вступления страны в военные блоки. В Объединение «Весна — 94» вступило ряд политических партий, организаций и профсоюзов, в том числе БСДГ, Конфедерация труда Беларуси, Объединение предпринимателей Беларуси. Под Декларацией о создании «Весны — 94» поставили подписи многие известные писатели, учёные, деятели культуры, а также депутаты. Создание «Весны — 94» явилось первой серьёзной попыткой создать в Беларуси центристскую политическую силу, не приемлющую крайностей и радикализма как КПБ, так и БНФ.
Наметившееся сотрудничество ОДПБ с председателем, а с конца января 1994 года экс-председателем Верховного Совета Станиславом Шушкевичем было продолжено весной, после принятия в марте 1994 года новой Конституции, предусматривавшей введение института президентской власти. На предстоящих президентских выборах Центральный Совет почти единогласно решил поддержать опального спикера парламента. В мае 1994 года между ОДПБ и С. Шушкевичем было подписано соглашение, в котором кандидат в президенты брал на себя обязательство в случае победы осуществить программу либеральных реформ в области экономики и политики. Чтобы стать кандидатом в президенты, претенденту необходимо было собрать не менее 100 тысяч подписей. Усилиями членов ОДПБ, которые собрали около половины из 130 тысяч подписей, поданных в Центризбирком, а также других участников Объединения демократических сил «Весна-94», Станиславу Шушкевичу удалось успешно преодолеть этот барьер. Из 20 доверенных лиц кандидата в президенты С. Шушкевича 8 являлись членами ОДПБ. Сбор подписей и проведение агитационной кампании в ходе первого тура президентских выборов способствовали дальнейшему росту популярности ОДПБ и её организационному укреплению. Одновременно участие партии в президентской предвыборной кампании наглядно показало, что рассчитывать на серьёзный успех на предстоящих парламентских выборах можно будет только в случае укрепления финансового положения партии, привлечения в неё известных всей стране людей, а также значительного улучшения организационной работы как в центре, так и на местах, тщательного отбора и подготовки кандидатов в депутаты. Решению этих задач способствовало тесное сотрудничество с созданным осенью 1994 года по инициативе ОДПБ Всебелорусским клубом избирателей. С осени 1994 года значительно активизировалась деятельность Исполкома партии. Если раньше его заседания проходили один-два раза в месяц, то теперь обстановка и возросший объём работы вынуждал собираться каждую неделю. Так совместно с Всебелорусским клубом избирателей Исполком ОДПБ провел только в 1994—1995 гг. с председателями региональных организаций партии и кандидатами в депутаты более десяти семинаров по проблемам организационной и агитационной работы с членами партии и населением, а также планированию и проведению избирательных кампаний и организации контроля за ходом выборов. Эта работа послужила фундаментом для относительного успеха партии на парламентских выборах и выборах в Минский городской Совет осенью 1995-го и 1996-го годов. Весной 1995 года партия успешно смогла пройти перерегистрацию в Министерстве юстиции.

### Создание Гражданской партии
Летом 1994 года был образован оргкомитет по созданию Гражданской партии, провозгласивший своими ценностями либерализм. В числе подписавших Декларацию по созданию Гражданской партии стояли фамилии известных промышленников и предпринимателей, деятелей науки и культуры, в том числе президента крупнейшего в стране промышленного концерна «Амкодор» В. М. Шлындикова, председателя правления Белорусского Фонда финансовой поддержки предпринимателей, бывшего председателя Комиссии по экономической реформе Верховного Совета СССР Н. Г. Бобрицкого, президента Союза предпринимателей В. Н. Карягина, известного белорусского драматурга А. А. Дударева, художественного руководителя Русского драмтеатра Б. И. Луценко и др. По своему кадровому составу, финансовым и организационным возможностям создаваемая партия имела хорошие шансы стать влиятельной политической силой в стране. Печатным органом Гражданской партии стала еженедельная газета «Грамадзянін».
Вскоре после опубликования Декларации оргкомитета по созданию Гражданской партии между представителями ОДПБ и ГП начались консультации об объединении в одну партию. Хотя на данном этапе объединения не произошло, прошедшие переговоры позволили лучше узнать друг друга и способствовали установлению взаимопонимания по большинству вопросов внутренней и внешней политики. Это облегчило переговорный процесс летом и осенью 1995 года.
В декабре 1994 года Гражданская партия была зарегистрирована в Минюсте, а уже в январе 1995 года она вместе с ОДПБ и Партией народного согласия после нескольких раундов консультаций подписала Положение о создании предвыборного блока либеральных и центристских партий «Гражданское согласие». Блок ставил перед собой задачи по сотрудничеству не только в ходе проведения предвыборной кампании (согласование кандидатур и т. п.), но и, в случае успеха, в парламенте между депутатскими группами и фракциями, а после выборов — начать переговоры по объединению в одну партию.

### Подготовка к объединению ОДПБ и ГП
Создание президентской «вертикали», начавшееся наступление исполнительной власти на свободу слова («белые пятна» в государственных газетах, незаконное отстранение президентским указом главного редактора парламентской газеты), откровенный призыв президента к избирателям не ходить на выборы привели к тому, что в мае-июне 1995 года парламент и большинство местных Советов в городах не были сформированы. Систематические нарушения президентом Конституции, свертывание экономических реформ, последовательный курс исполнительной власти на ограничение свободы слова и собраний, политических и экономических прав граждан явились дополнительным толчком к возобновлению переговорного процесса об объединении в одну партию между ОДПБ и ГП. В нём не участвовала Партия народного согласия, так как после ухода из неё Г. Д. Карпенко и В. И. Гончара её руководство стало на путь сближения с БСДГ. И руководству ОДПБ, и лидерам ГП стало очевидно, что двум партиям, исповедующим одну и ту же идеологию, нечего делить, что нужно как можно скорее объединять усилия перед лицом наступающей диктатуры.
Объединительному съезду двух партий предшествовала серьёзная подготовительная работа. Летом 1995 года прошли два совместных заседания руководящих органов двух партий. На них были рассмотрены и согласованы проекты Программы, Устава и названия создаваемой партии. В сентябре 1995 года, после вынужденной отставки с должности председателя правления Национального банка Республики Беларусь, был решён вопрос и будущего лидера партии. Им стал известный экономист и финансист, сумевший за полгода стабилизировать белорусский рубль, профессор Станислав Богданкевич. Оргкомитет разработал детальный сценарий проведения объединительного съезда. По предложению оргкомитета региональные партийные организации избирали делегатов не только на него, но одновременно соответственно на VII-ой и II-й съезды ОДПБ и ГП, ставшие последними в их короткой, но насыщенной событиями истории.
Учредительный съезд новой партии — Объединённой гражданской — состоялся 1 октября 1995 года. ОГП сформировала свою фракцию в Верховном Совете, избранном в полномочном составе в ноябре 1995 г. и за короткое время стала одной из наиболее влиятельных политических партий Беларуси.

## Участие в выборах

### Президентские выборы
| Выборы | Кол-во голосов | %    | Место   | Кандидат         | Опередили           |
| ------ | -------------- | ---- | ------- | ---------------- | ------------------- |
| 2010   | 127 281        | 1,98 | 3 из 10 | Ярослав Романчук | Лукашенко, Санников |